# البديل من أجل ألمانيا
البديل من أجل ألمانيا (بالألمانية: Alternative für Deutschland، اختصارًا: AfD)، هو حزب سياسي يميني أو يميني متطرف في ألمانيا. تأسس في برلين بتاريخ 6 فبراير عام 2013 كرد فعل على سياسة إنقاذ اليورو، ولكنه لم يحقق عتبة 5% من الأصوات المطلوبة لدخول البرلمان خلال الانتخابات الفدرالية 2013.

## مرحلة الصعود
في عام 2014 فاز الحزب بسبعة مقاعد في الانتخابات الأوروبية كعضو من «المحافظين والإصلاحيين الأوروبيين». خلال 2014 حقق الحزب انتصارات في الانتخابات في زاكسن وبراندنبورج وتورنجن، وفي 2015 تفوق الحزب في انتخابات كل من هامبورج وبرمن، وفي 2016 انتصر أيضًا في بادن فاتنبرج وراينلاند بفالذ وزاخن أنهالت. بعد تأمين التمثيل في 14 من 16 من برلمانات الولايات الألمانية بحلول تشرين الأول / أكتوبر عام 2017، أصبح الحزب ثالث أكبر حزب في ألمانيا بعد الانتخابات الفيدرالية 2017، حاصدا 94 مقعدا في البرلمان، محققا تقدما كبيرا للحزب حيث أنها أول مرة قد فاز فيها الحزب بمقاعد في البرلمان، وهو بذلك أول حزب يميني قومي يدخل البوندستاج منذ نهاية الحرب العالمية الثانية. الحزب يرأسه يورغ موثين؛ وكان المرشحان الرئيسيان من الحزب في انتخابات عام 2017 هما نائب الرئيس الكسندر جاولاند وأليس فايدل (التي تشغل الآن منصب قائد مجموعة الحزب في البرلمان). منذ عام 2017، حزب البديل من أجل ألمانيا هو أكبر أحزاب المعارضة في البرلمان.
في 1 سبتمبر 2024، حقق الحزب نتائج قياسي في اقتراعين إقليميين في شرق البلاد، فقد أصبح "حزب البديل" القوة السياسية الأولى في تورينغن، وحل ثانيًا خلف حزب الاتحاد الديمقراطي المسيحي في ساكسونيا، وحصد الحزب 32.8 بالمئة من الأصوات في تورينغن، وفي ساكسونيا حصل على 30.6 بالمئة.

## فكر الحزب
أدى تغير قيادة الحزب في يوليو 2015 إلى تحرك الحزب أكثر نحو اليمين وانتصار الجناح القومي المحافظ على الجناح الليبرالي اقتصاديًّا داخل الحزب. ويصف بعض علماء السياسة الأشخاص القياديين في الحزب بأنهم ذوو توجهات يمينية متطرفة أو يمينية أصولية أو شعبوية. وصف الحزب بأنه قومي ألماني، شعبوي يميني، وشكوكي أوروبي. منذ حوالي عام 2015، أصبح الحزب منفتحا على نحو متزايد في العمل مع جماعات اليمين المتطرف مثل بيجيدا. لدى أجزاء من الحزب ميول عنصرية، معادية للمسلمين، معادية للسامية ومعادية للأجانب ومرتبطة مباشرة مع حركات مثل النازية الجديدة و"identitarianism".
في 13 مارس 2016، أعلن الحزب إدراج منع الحجاب في الجامعات والمؤسسات العامة ضمن برنامجه الانتخابي، وكذلك منع ختان الأطفال المسلمين واليهود.

## وضعه تحت المراقبة
في ولاية براندنبرج، أصبح حزب البديل من أجل ألمانيا موضع مراقبة من جانب جهاز المخابرات الداخلية الألمانية، المعروف باسم المكتب الاتحادي لحماية الدستور. كذلك أكد مكتب حماية الدستور استخدام عملاء متخفين أعضاء في حزب البديل يقدمون معلومات للجهاز حول نشاطات الحزب. وقد أكد رولاند هارتفيج سعي مكتب حماية الدستور إلى تجنيد عملاء من أعضاء الحزب، وأشار إلى وجود أقل من 5 حالات رفض فيها أعضاء في شبيبة الحزب العمل عملاء لمكتب حماية الدستور.

## وصلات خارجية
- الموقع الرسمي